# Ammi seubertianum
Ammi seubertianum är en växtart i släktet slöjsiljor (Ammi) och familjen flockblommiga växter. Den beskrevs först av Hewett Cottrell Watson som Petroselinum seubertianum, och fick sitt nu gällande namn av William Trelease 1897.
Arten är en ett- eller tvåårig ört som är endemisk på Azorerna.